# فرد جاي بورش
فرد جاي بورش (بالإنجليزية: Fred J. Borch)‏ هو شخصية أعمال أمريكي، ولد في 28 أبريل 1910، وتوفي في 1 مارس 1995.